# صموئيل جي. فولي
صموئيل جي. فولي هو سياسي أمريكي، ولد في 1891 في مانهاتن في الولايات المتحدة، وتوفي في 14 مايو 1951 في ذا برونكس في الولايات المتحدة. نشط حزبياً في الحزب الديمقراطي.